# Île de Byrioutchiy
L'île de Byrioutchiy (Бирючий Острів) est une île de la mer d'Azov. Elle sépare l'estuaire d'Outlyoutsky de la mer d'Azov et fait la continuité de la flèche de Fedotov.
s'étend sur 24 km d'est en ouest et sur 5 km du nord au sud pour une superficie de 7,232 km2 (723,2 ha).
L'île fait partie du parc national d'Azov-Syvach classé.

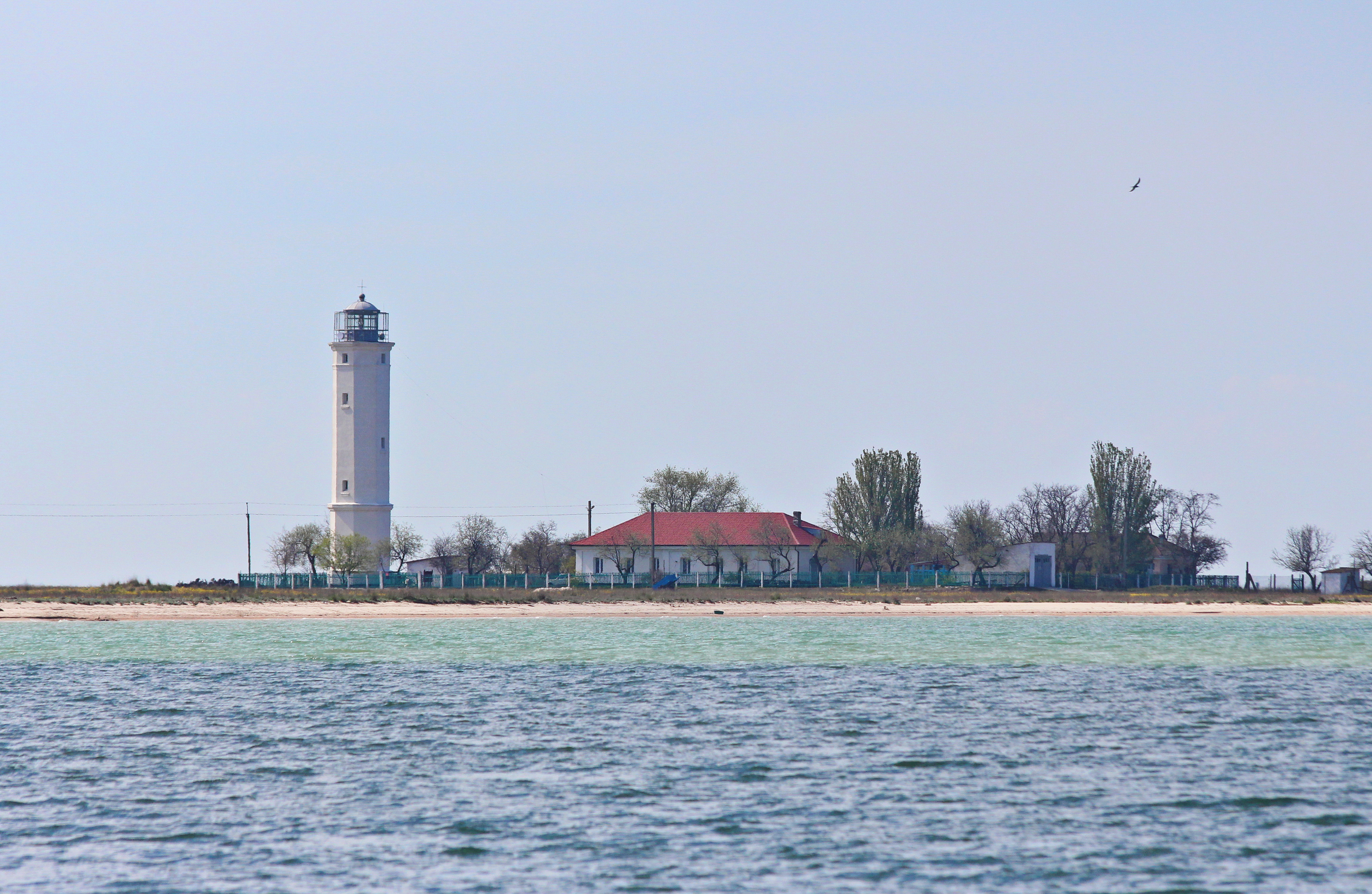
Le phare de l'île classé
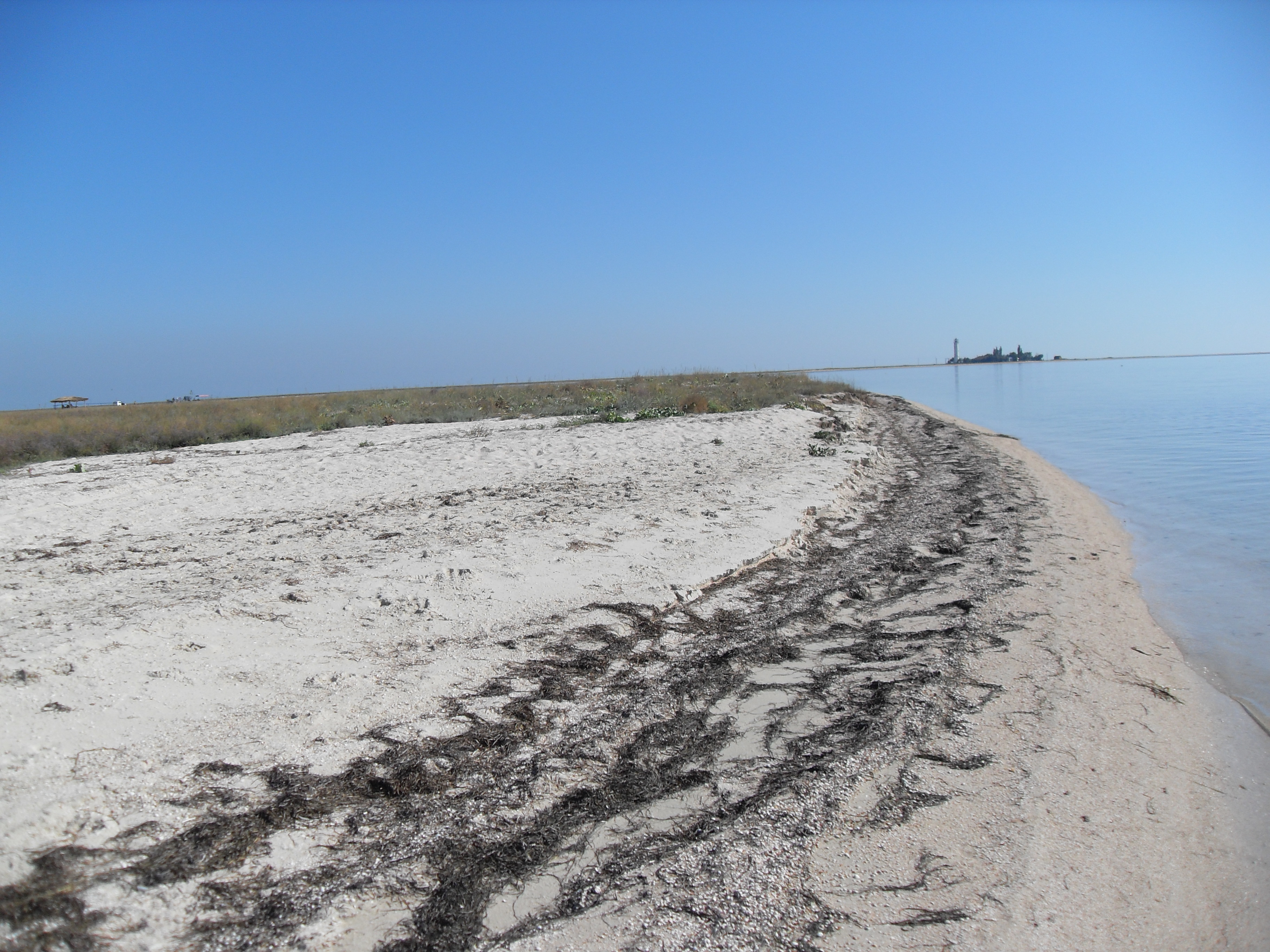
Kourgan classé